# Полин Ан Харис
Полин Ан Харис (на английски: Pauline Ann Harris) е английска писателка на бестселъри в жанра исторически и паранормален романтичен трилър и любовен роман. Пише под псевдонимите Рейчъл Форд (на английски: Rachel Ford) и Ребека Кинг (на английски: Rebecca King).

## Биография и творчество
Полин Ан Харис е родена на 9 юни 1938 г. в Лестършър, Англия. Работи няколко години като училищен библиотекар, а после като учител.
Издава първия си любовен роман „Bring Back Yesterday“ през 1987 г. и се посвещава на писателската си кариера.
След издаването на 23-тия си роман, на върха на кариерата си, писателката е обвинена в плагиатство за книгата си „The Iron Master“ с тази на Дейвид Лодж „Nice Work“. Издателят ѝ „Милс и Буун“ е принуден да прекрати издаването на книгите ѝ, а тя се срива емоционално, финансово и творчески, спирайки да пише за дълго време. С подкрепата на съпруга си и приятелите писателката подема дълга борба и съдебни действия за оневиняване. 
През 2013 г. отново започва да публикува исторически и паранормални романтични трилъри.
Полин Ан Харис живее със семейството си в Лестършър.

## Произведения

### Като Рейчъл Форд

#### Самостоятелни романи
- Bring Back Yesterday (1987)
- Clouded Paradise (1987)
- Обикни ме пак!, A Shadowed Love (1988)
- Heirs to Loving (1988)
- Web of Desire (1989)
- Love's Fugitive (1989)
- Beloved Witch (1989)
- Lord of the Forest (1990)
- Любовно пробуждане, Love's Awakening (1990)
- Affair in Biarritz (1990)
- Rhapsody of Love (1990)
- Man of Rock (1990)
- The Iron Master (1991)

#### Сборници
- Deep in the Forest / Lord of the Forest / When Winter Has Gone (1981) – с Джойс Дингуел и Хилда Пресли

### Като Ребека Кинг

#### Самостоятелни романи
- Dark Guardian (1991)
- Double Deceiver (1991)
- Lethal Attraction (1991)
- Vendetta Bride (1992)
- Cave of Fire (1992)
- Passion's Prey (1992)
- Heart of the Jaguar (1994)
- Passionate Inheritance (1995)
- Passion's Slave (1995)
- Pillow Talk (1995)
- Eloisa's Adventure (2015)
- Wishing for Rainbows (2015)

#### Серия „Загадките на Кавендиш“ (The Cavendish Mysteries)
1. If You Were Mine (2013)
2. Cinders and Ashes (2013)
3. Chasing Eliza (2013)
4. The Gallows Bride (2013)
5. The Prodigal Lord Cavendish Returns (2014)

#### Серия „Загадките на звездния елит“ (The Star Elite Mysteries)
1. Capturing Sir Dunnicliffe (2013)
2. Smuggler's Glory (2013)
3. His Lady Spy (2014)
4. Lord Melvedere's Ghost (2014)
5. The Lady Is Innocent (2014)

My Lord Deceived (2014)
Captive Surrender (2014)
The Ghost of Christmas Past (2015)

#### Серия „Типтън Холоу“ (Tipton Hollow)
1. Capturing Harriett Marchington (2014)
2. Seducing Miss Beatrice Northolt (2014)
3. Deceiving Tuppence Smethurst (2014)

#### Детски книги

##### Серия „Приключенията на Арчи и Батълфлат“ (Archie and the Battleflat Adventures)
1. Archie and the Battleflat Adventures: Mr Harriman's Murder (2013)